# Arsenal Kijev
Arsenal Kijev ukrajinski je profesionalni nogometni klub. U svojoj su povijesti još nastupali pod imenom CSKA Kijev. Nisu imali trofeje, a pamte jedino finale nacionalnog kupa 1998. i 2001. Krajem 2013. klub je proglasio bankrot, a slijedeće godine ponovno je nastavio nastupati.